# Anselmella kerrichi
Anselmella kerrichi is een vliesvleugelig insect uit de familie Eulophidae. De wetenschappelijke naam is voor het eerst geldig gepubliceerd in 1958 door Narayanan, Subba Rao & Patel.